# Bror Sörnby
Bror Arvid Christian Sörnby (ursprungligen Persson), född 24 december 1903 i Malmö, död där 17 mars 1985, var en svensk reklamtecknare, målare och tecknare. 
Han var son till arbetaren Anders Persson och Betty Andersson och från 1945 gift med Elsa Nyberg. Sörnby studerade vid Skånska målarskolan 1928–1930 och genom självstudier under resor till bland annat Tyskland, Frankrike och Italien. Han medverkade i Göteborgs konstförenings utställningar på Göteborgs konsthall 1933–1936 samt i utställningar arrangerade av Konstföreningen Vi i Malmö samt samlingsutställningar i Trelleborg, Båstad och på Holmquists konstsalong i Stockholm. Hans konst består av stilleben och landskapsmotiv utförda i olja eller akvarell. Han illustrerade även egna noveller och dikter som publicerades i dagspressen. Sörnby är gravsatt i minneslunden på Östra kyrkogården i Malmö.      